# Brassia angustilabia
Brassia angustilabia är en orkidéart som beskrevs av Rudolf Schlechter. Brassia angustilabia ingår i släktet Brassia och familjen orkidéer. Inga underarter finns listade i Catalogue of Life.